# Ludvig Nobel
Ludvig Immanuel Nobel (en ruso: Лю́двиг Эммануи́лович Нобе́ль, romanización Ludvig Emmanuelovich Nobel) (Estocolmo, Suecia, 27 de julio de 1831 - Cannes, Francia, 12 de abril de 1888) fue un ingeniero sueco-ruso, destacado empresario, e inventor. Uno de los miembros más prominentes de la familia Nobel, fue hijo de Immanuel Nobel (también pionero de la ingeniería) y Karolina Andriette Ahlsell (casados en 1827). Con su hermano Robert, operó Branobel, una compañía petrolera en Bakú, Azerbaiyán, que en un momento produjo 50 por ciento del petróleo del mundo. Se le atribuye la creación de la industria petrolera rusa. Ludvig Nobel acumuló la mayor fortuna de todos los hermanos Nobel y fue uno de los hombres más ricos del mundo. Tras la revolución bolchevique, los comunistas confiscaron la vasta fortuna de la familia Nobel en Rusia.

## Biografía

### Primeros años como industrial
Nobel nació en Estocolmo. A los 28 años, los acreedores de su padre le otorgaron la dirección técnica de la empresa familiar, Fonderies et Ateliers Mécaniques Nobel Fils (Fundiciones y Talleres Mecánicos Hijos de Nobel), una fábrica de suministros de guerra como minas terrestres y máquinas de vapor. La empresa había enfrentado dificultades financieras desde el final de la Guerra de Crimea en 1856 debido a un fuerte recorte en el presupuesto militar ordenado por el nuevo zar Alejandro II, y finalmente, en 1862, la empresa de Immanuel fue vendida por sus acreedores.
Con algunos fondos que había logrado ahorrar, Ludvig abrió una nueva empresa, la Fábrica de Máquinas Ludvig Nobel. Inicialmente produjo carcasas de hierro fundido y enfriado; posteriormente la fábrica se convirtió en unos pocos años en uno de los mayores productores de cureñas, armones y carruajes para armas en Rusia.

### Éxito temprano en Rusia
Mientras dirigía la fábrica en San Petersburgo, Ludvig obtuvo un gran contrato para fabricar rifles para el gobierno ruso, por lo que necesitaba madera para manufacturar los mangos o culatas de los rifles. En 1873 envió a su hermano mayor, Robert Nobel, a adquirir madera de nogal ruso en la región del Cáucaso en el sur de Rusia. Sin consultar a su hermano, Robert gastó los 25 000 rublos que Ludvig le confió para comprar madera —"dinero de nogales"—, y en su lugar adquirió una pequeña refinería en Bakú. Ludvig envió fondos adicionales a Robert para invertir en la modernización y mejora de la refinería. En 1876, los hermanos Nobel se establecieron como los refinadores de petróleo más competentes de Bakú y enviaron la primera remesa de aceite para iluminación a San Petersburgo. En 1879, Ludvig convirtió el negocio inicial en una sociedad anónima por acciones, Branobel, de la que era el accionista mayoritario y tenía como socios a sus hermanos Robert y Alfred Nobel.

### Inventos
Ludvig Nobel inventó los buques-tanques petroleros, y mejoró instalaciones de refinerías y oleoductos. Antes de 1880, Estados Unidos había sido el ejemplo a seguir para el mundo y para Rusia en la mayoría de los aspectos del negocio del petróleo. Nobel invirtió los papeles en algunos aspectos. El negocio del petróleo carecía de conocimientos técnicos y metodología científica. Para rectificar esto, Nobel estableció laboratorios de investigación técnica química en Bakú. Estos centros de investigación eran muy activos y cuando se encontró algo de interés comercial, Nobel se apresuró a probar los nuevos productos a gran escala. Se empleó a decenas de científicos para encontrar formas de tratar el crudo, desarrollar nuevos usos para el petróleo y desarrollar productos derivados de esa materia prima.
Ludvig Nobel experimentó por primera vez con el transporte de petróleo a granel en barcos de un solo casco. Al fijar su atención en los buques-tanques autopropulsados, una de las principales preocupaciones era mantener la carga y los vapores lejos de la sala de máquinas para evitar incendios. Otros desafíos incluyeron permitir que la carga se expandiera y contrajera debido a los cambios de temperatura y proporcionar un método para ventilar los tanques. El primer petrolero exitoso del mundo fue el Zoroaster de Nobel. Diseñó esa nave marina en los astilleros Lindholmen-Motala, Suecia, con Sven Almqvist. El contrato para construirlo se firmó en enero de 1878 y realizó su primera travesía posteriormente en ese mismo año, de Bakú hasta Astracán. El diseño fue ampliamente estudiado y copiado, y Nobel se negó a patentar cualquier parte del mismo. En octubre de 1878, encargó dos buques cisterna más del mismo diseño: el Buda y el Nordenskjöld. El primer buque tanque de vapor de los Estados Unidos se construyó a partir de dibujos y cálculos de Ludvig Nobel después de su muerte en 1888 en Cannes.

### Esfuerzos humanitarios
Ludvig Nobel fue un visionario hombre de negocios y un gran humanitario, lleno de ideas. Introdujo el reparto de utilidades y trabajó activamente para mejorar las condiciones laborales en sus fábricas. Su humanitarismo y enfoque social fue único para la época. En 1885 fundó un banco cooperativo, Sparkasse, para los trabajadores. En Bakú ordenó la construcción de áreas sociales para los trabajadores como comedores, salas de billar, bibliotecas y salas de conferencias donde se realizaban discursos y discusiones. Cerca de su finca, Villa Petrolea, se construyeron varias casas para los trabajadores y se ofreció un barco para transporte regular entre la ciudad y el puerto. La empresa donó fondos a escuelas y gestionó un hospital. Ludvig y Robert crearon un gran parque, todavía existente, en la sección Ciudad Negra de Bakú, cerca de Villa Petrolea.